# Ansjön
Ansjön är en sjö i Bräcke kommun i Jämtland och ingår i Ljungans huvudavrinningsområde. Sjön är 31,5 meter djup, har en yta på 8,46 kvadratkilometer och är belägen 288 meter över havet.

## Delavrinningsområde
Ansjön ingår i det delavrinningsområde (698172-151481) som SMHI kallar för Utloppet av Ansjön. Medelhöjden är 324 meter över havet och ytan är 31,95 kvadratkilometer. Räknas de 17 avrinningsområdena uppströms in blir den ackumulerade arean 167,93 kvadratkilometer. Ansjöån som avvattnar avrinningsområdet har biflödesordning 4, vilket innebär att vattnet flödar genom totalt 4 vattendrag innan det når havet efter 151 kilometer. Avrinningsområdet består mestadels av skog (53 procent). Avrinningsområdet har 8,35 kvadratkilometer vattenytor vilket ger det en sjöprocent på 26,1 procent. Bebyggelsen i området täcker en yta av 0,55 kvadratkilometer eller 2 procent av avrinningsområdet.